# Филипана
Филипана (хрв. Filipana, итал. Filippano) је насељено место у општини Марчана, Истарска жупанија, Хрватска.

## Историја
До територијалне реорганизације у Хрватској била је у саставу старе општине Пула.

## Становништво
У попису становништва из 2011. године, Филипана је имала 97 становника.
| Број становника према пописима | Број становника према пописима | Број становника према пописима | Број становника према пописима | Број становника према пописима | Број становника према пописима | Број становника према пописима | Број становника према пописима | Број становника према пописима | Број становника према пописима | Број становника према пописима | Број становника према пописима | Број становника према пописима | Број становника према пописима | Број становника према пописима | Број становника према пописима |
| ------------------------------ | ------------------------------ | ------------------------------ | ------------------------------ | ------------------------------ | ------------------------------ | ------------------------------ | ------------------------------ | ------------------------------ | ------------------------------ | ------------------------------ | ------------------------------ | ------------------------------ | ------------------------------ | ------------------------------ | ------------------------------ |
| 1857                           | 1869                           | 1880                           | 1890                           | 1900                           | 1910                           | 1921                           | 1931                           | 1948                           | 1953                           | 1961                           | 1971                           | 1981                           | 1991                           | 2001                           | 2011                           |
| 741                            | 912                            | 162                            | 217                            | 229                            | 230                            | 932                            | 1.078                          | 217                            | 185                            | 157                            | 131                            | 97                             | 69                             | 86                             | 97                             |

Напомена: Године 1857, 1869, 1921. и 1931. садржи податке за насеља Дившићи, Орбанићи, Пинезићи и Шарићи. До 1931. исказивано под именом Филипан.